# L'Alliance républicaine, écologiste et sociale
Pour les articles homonymes, voir L'Alliance et Ares (homonymie).
L’Alliance républicaine, écologiste et sociale (ARES), également appelée Confédération des centres ou tout simplement L’Alliance, était une confédération politique française, fondée notamment sur l’impulsion de Jean-Louis Borloo. Elle regroupait plusieurs formations centristes (Parti radical, Nouveau Centre, La Gauche moderne, Convention démocrate), principalement de centre droit. Indépendante de l’UMP, elle se positionnait néanmoins comme partie prenante de la majorité parlementaire de la XIIIe législature. Elle a été remplacée par l'Union des démocrates et indépendants, parti de centre-droit fondé en septembre 2012.

## Historique

### Création
Le 7 avril 2011, Jean-Louis Borloo annonce la création d'une « alliance républicaine, écologiste et sociale » qui regrouperait « avant l'été » plusieurs formations politiques du centre droit (Parti radical, Nouveau Centre…) et du centre gauche (La Gauche moderne). Cette formation se positionnerait comme une « alternative au PS et à l'UMP ». L'intégration du Parti radical à cette nouvelle formation est soumise aux instances internes du parti lors de son 111e congrès les 14 et 15 mai 2011, proposant de la nommer « Alliance républicaine, écologique et sociale » ou plus simplement « L'Alliance », en même temps que l'indépendance de la formation prise par rapport à l'UMP, avant de devenir effective.

#### Partis politiques de L'Alliance

##### Partis fondateurs
L'Alliance est fondée par le Nouveau Centre, le Parti radical, la Gauche moderne et la Convention démocrate dont les instances respectives se sont réunies en mai 2011 pour donner leur accord à la création d'une confédération les regroupant.

##### Partis membres
- Nouveau Centre (adhésion validée le 7 mai 2011)[2],
- Parti radical (adhésion validée le 14 mai 2011)[3],
- Convention démocrate (adhésion validée le 25 mai 2011)[4],
- La Gauche moderne (adhésion validée le 28 mai 2011)[5],

##### Parti en attente d'adhésion
- Centre national des indépendants et paysans (vote de son comité directeur du 25 juin 2011 autorisant l'ouverture de discussions)[6].

##### Parti ayant renoncé à rejoindre L'Alliance
- Alliance centriste (décision rejetée le 2 juillet 2011)[7].

#### Banquet républicain de lancement
Le 26 juin 2011 se déroula à Épinay-sur-Seine un « grand banquet républicain » de lancement officiel de L'Alliance républicaine, écologiste et sociale. Il réunit 3 000 personnes.
Dans leurs interventions, Hervé de Charette, Jean-Marie Bockel, Hervé Morin et Jean-Louis Borloo, ont appelé à un rassemblement des forces centristes et des déçus du Parti socialiste et du sarkozysme pour une candidature commune à l'élection présidentielle de 2012, et au-delà, à l'ensemble des élections. Ils ont également réaffirmé plusieurs valeurs et thèmes d'action rassemblant les membres de L'Alliance : centrisme, social-démocratie, libéralisme, réformisme, européanisme et fédéralisme européen, décentralisation, lutte contre les discriminations, cohésion sociale. Ils ont confirmé le positionnement de L'Alliance comme une force politique alternative à l'UMP et au PS, « une force qui va mener la France (...) une force de transformation économique, écologique, républicaine et sociale de notre pays. (...) une force anti-21 avril (...) une force anti-Front national ».

#### Personnalités politiques soutenant la création de L'Alliance
Parmi les personnalités soutenant ou ayant participé à la création de L'Alliance on peut citer : Jean-Louis Borloo (Parti radical), Hervé Morin (Nouveau Centre), Hervé de Charette (Nouveau Centre, Convention démocrate), Jean-Marie Bockel (La Gauche moderne), Laurent Hénart (Parti radical), Rama Yade (Parti radical), Valérie Létard (Nouveau Centre), Yves Jégo (Parti radical), Dominique Paillé (Parti radical), Maurice Leroy (Nouveau Centre), Jean-Christophe Lagarde (Nouveau Centre), Jean-Louis Bourlanges (ex-UDF).
Jean Arthuis (Alliance centriste) ne s'engage pas dans L'Alliance et doute de son autonomie vis-à-vis de l'UMP.

### Échéances électorales de 2012
La création de L'Alliance est directement liée à la précampagne de l'élection présidentielle de 2012. Dès l'annonce de son intention d'initier la création de L'Alliance, Jean-Louis Borloo a confirmé qu'elle conduirait L'Alliance à avoir un candidat à l'élection présidentielle. Il a toutefois lui-même renoncé à incarner cette candidature.
Le 7 novembre 2011, face à ce renoncement, Yves Jégo, un des fondateurs de l'ARES et vice président du Parti Radical rallie Nicolas Sarkozy et déclare que «L’ARES est morte avant d’avoir vécu», mais il n'est pas suivi par les autres responsables du parti.
Hervé Morin a présenté pour sa part sa candidature à l'élection présidentielle le 27 novembre 2011, avant de la retirer le 16 février 2012. L'Alliance n'a pas exprimé de soutien à un candidat en particulier et a été abandonné par ses promoteurs avant même les élections législatives de juin 2012 faisant place à l'Union des radicaux, centristes, indépendants et démocrates (URCID), une structure issue du Parti Radical.

## Direction nationale
Le 14 juin 2011, la direction nationale de L'Alliance s'est réunie pour la première fois. Elle se compose de 24 membres qui se réuniront deux fois par mois.

### Composition
Selon l'article 10 des statuts de L'Alliance, la direction nationale se compose :
- des présidents des formations politiques membres ;
  - Jean-Louis Borloo (Parti radical), Hervé Morin (Nouveau Centre), Jean-Marie Bockel (La Gauche moderne), Hervé de Charette (Convention démocrate) ;
- des membres du gouvernement issus d'une des formations politiques membres ;
  - aucun depuis le 16 mai 2012 ; avant : Maurice Leroy (Nouveau Centre), François Sauvadet (Nouveau Centre) ;
- des présidents des groupes parlementaires à l'Assemblée nationale, au Sénat et au Parlement européen ;
  - Yvan Lachaud (Nouveau Centre) ;
- de représentants des formations politiques membres (6 maximum par parti) ;
  - Martine Aulagnier (Convention démocrate), Gilles Casanova (La Gauche moderne), Jean-Marie Cavada (Nouveau Centre), Christian Debève (La Gauche moderne), Jean-Léonce Dupont (Nouveau Centre), Loïc Dusseau (Convention démocrate), Éric Hélard (Convention démocrate), Laurent Hénart (Parti radical), Yves Jégo (Parti radical), Jean-Christophe Lagarde (Nouveau Centre), Valérie Létard (Nouveau Centre), Aymeri de Montesquiou (Parti radical), Franck Reynier (Parti radical), André Rossinot (Parti radical), Michel Suchod (La Gauche moderne), Philippe Vigier (Nouveau Centre), Rama Yade (Parti radical).

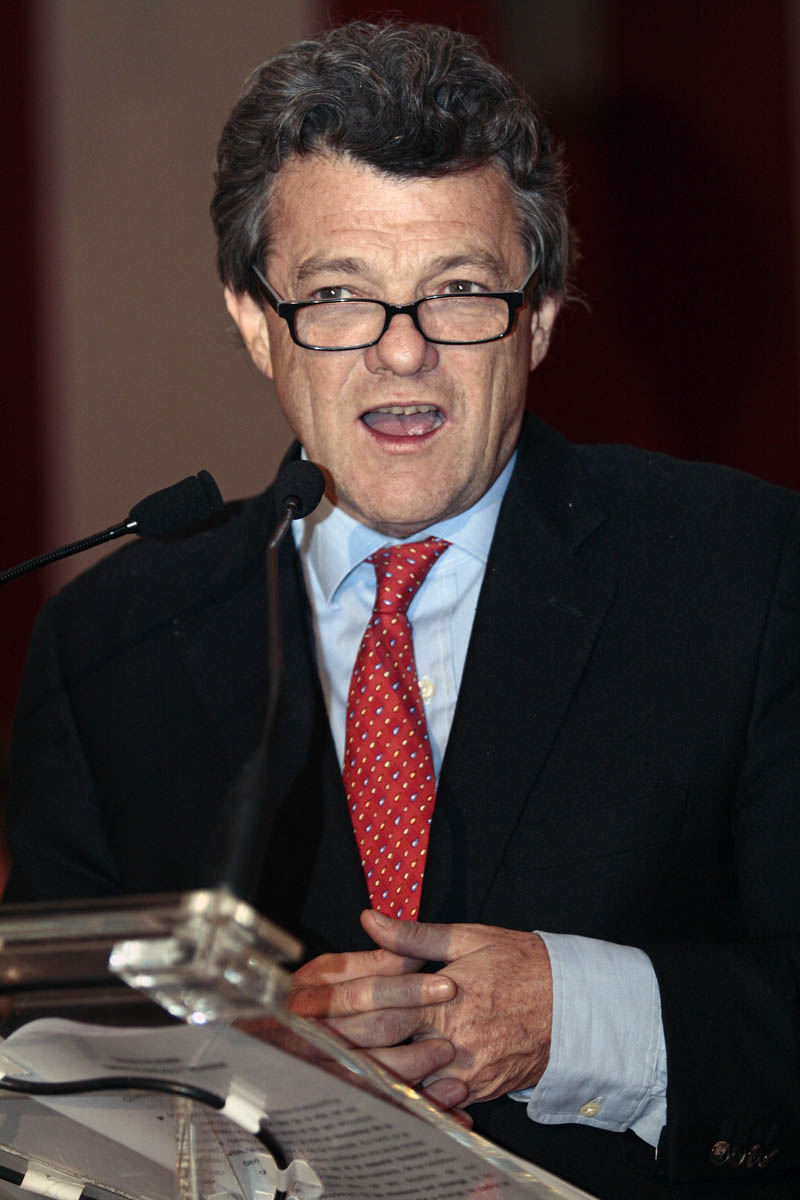
Jean-Louis Borloo
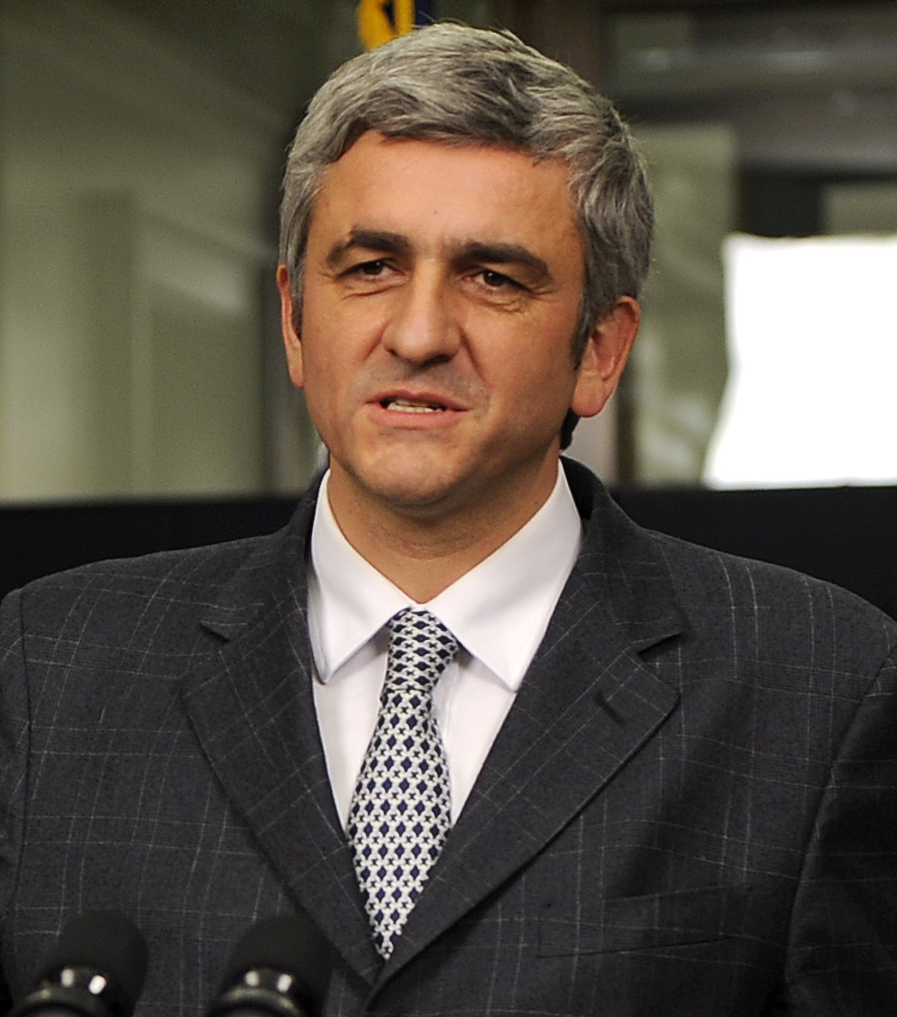
Hervé Morin
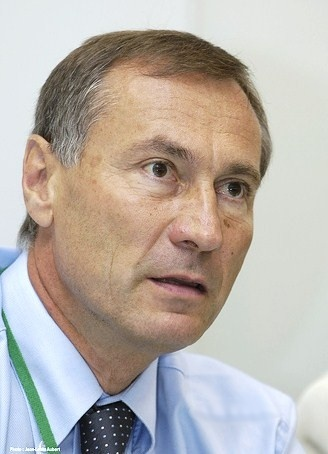
Jean-Marie Bockel
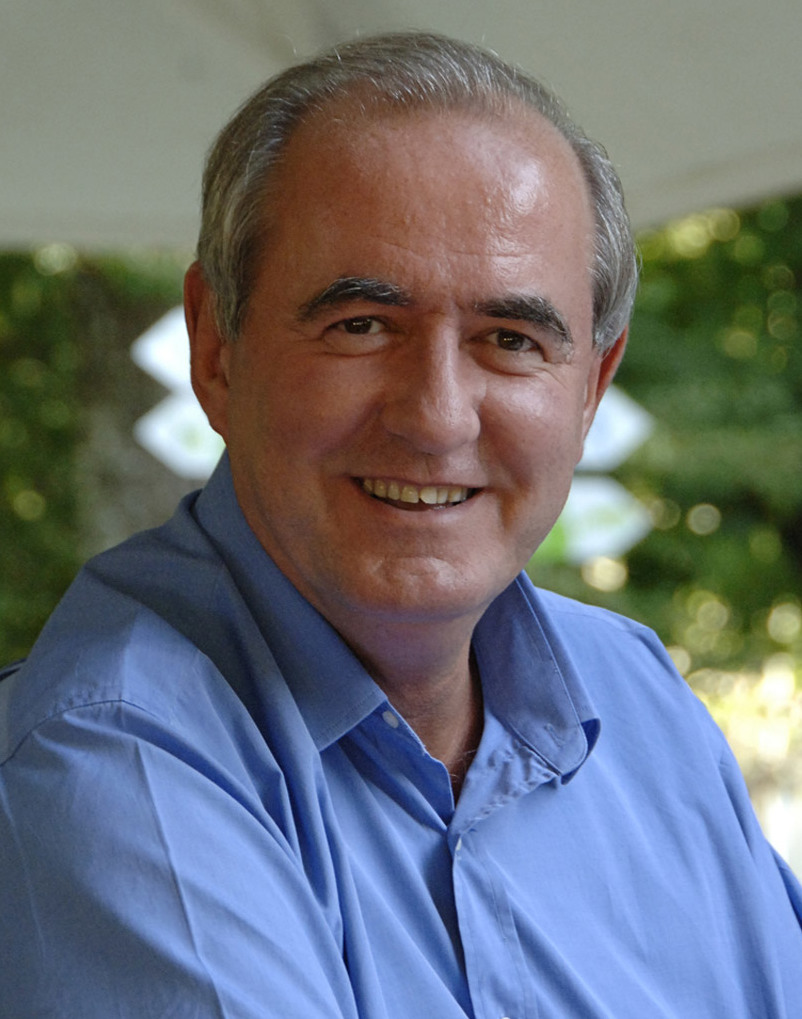
Maurice Leroy
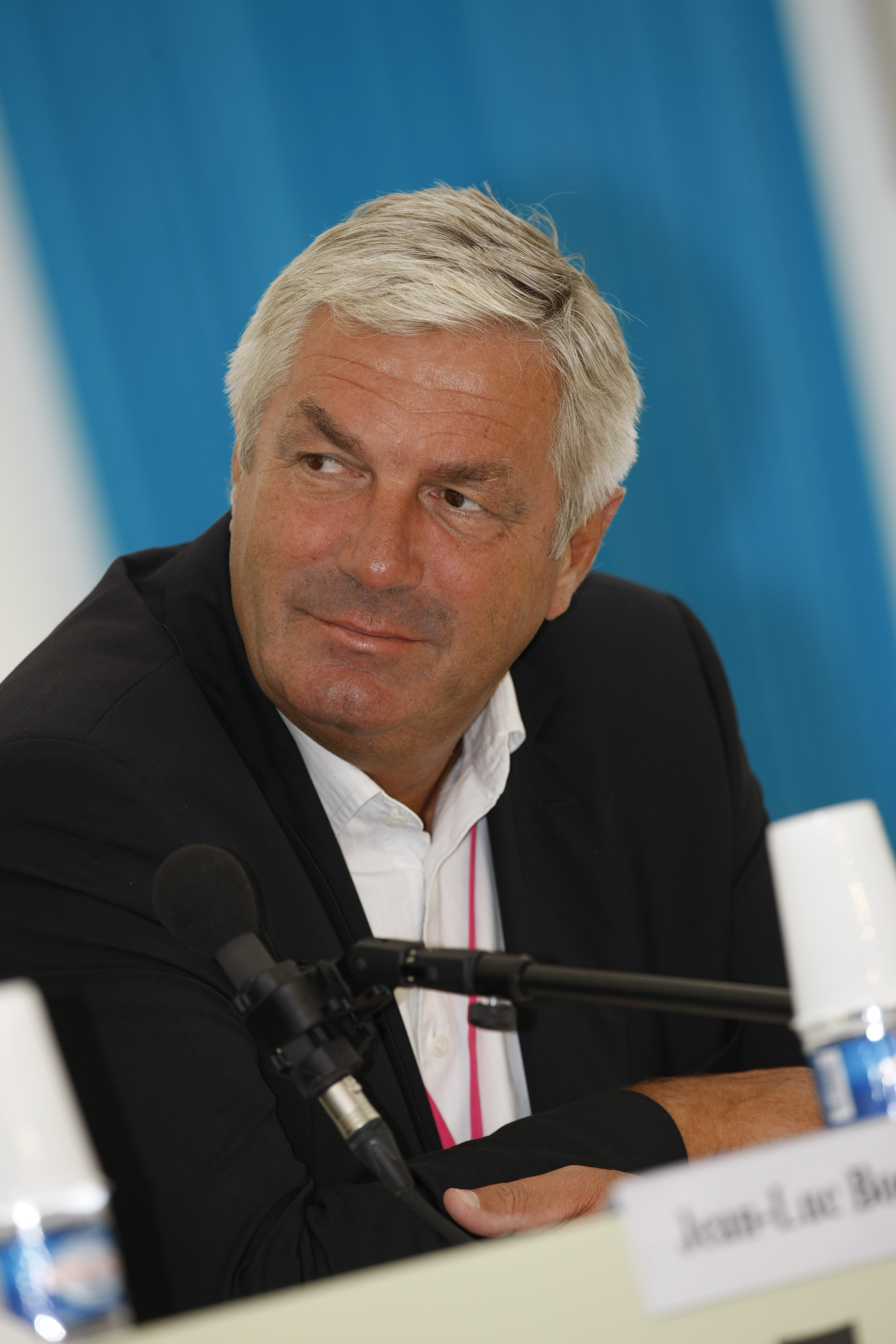
François Sauvadet
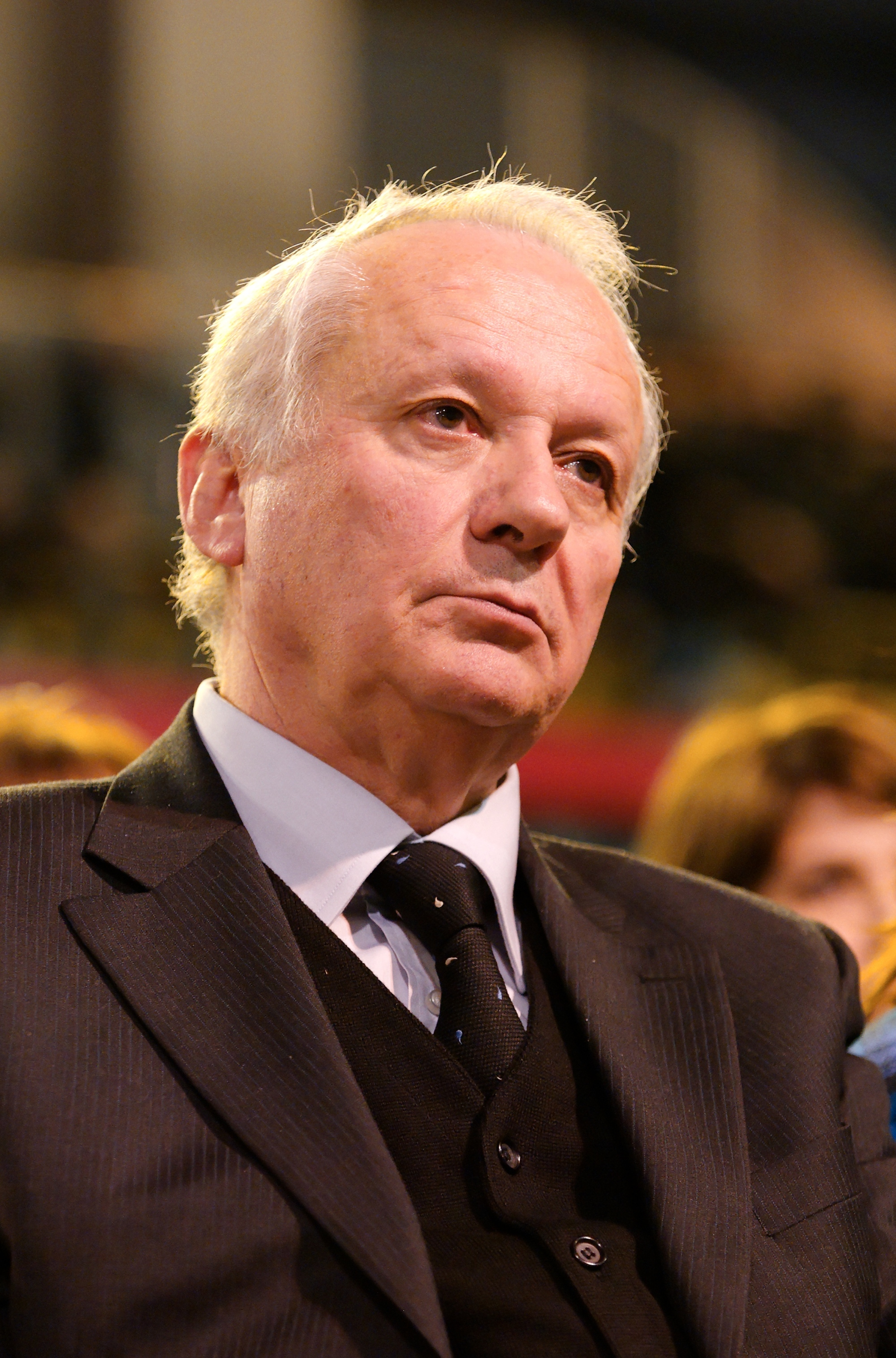
Jean-Marie Cavada
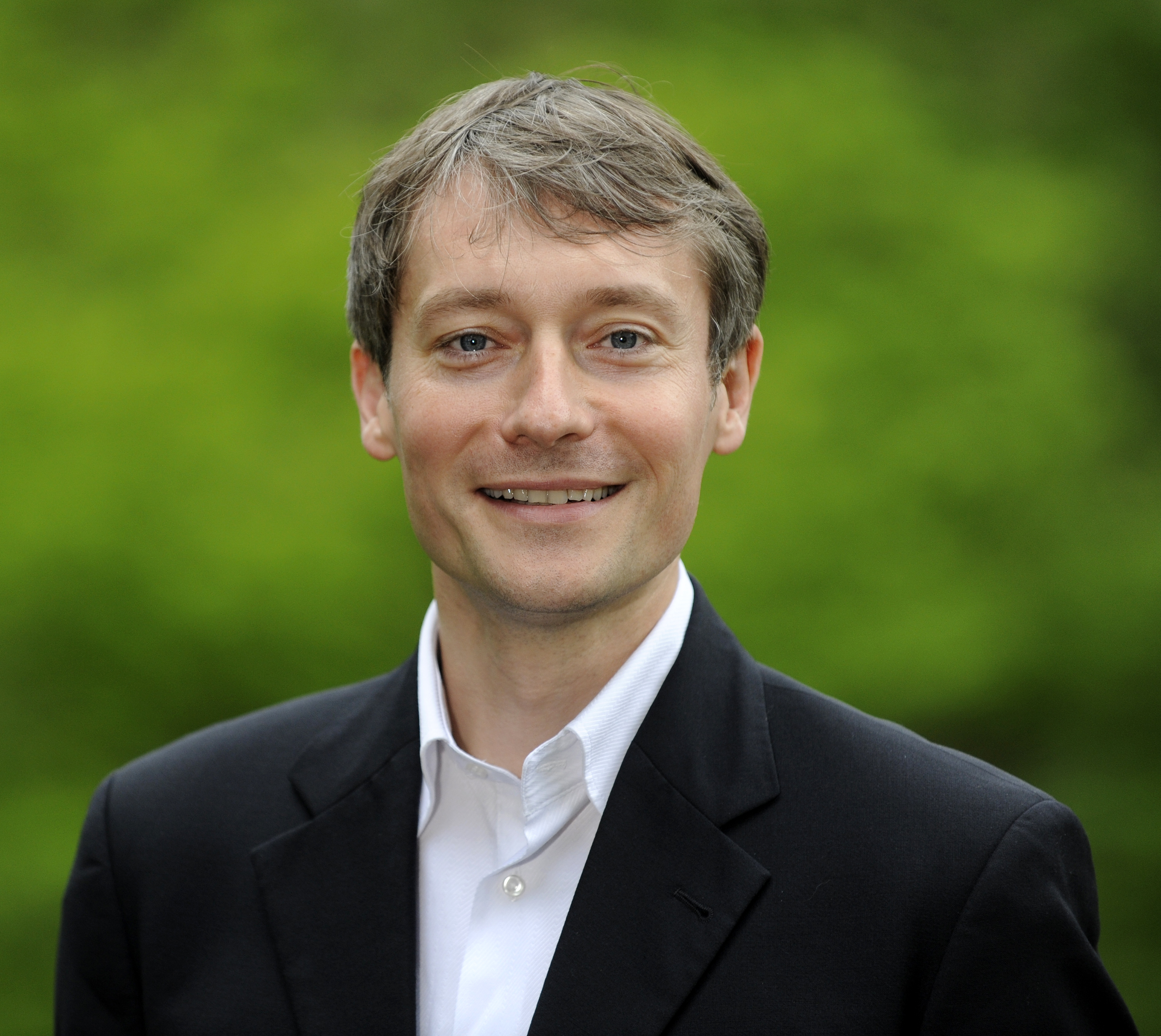
Laurent Hénart
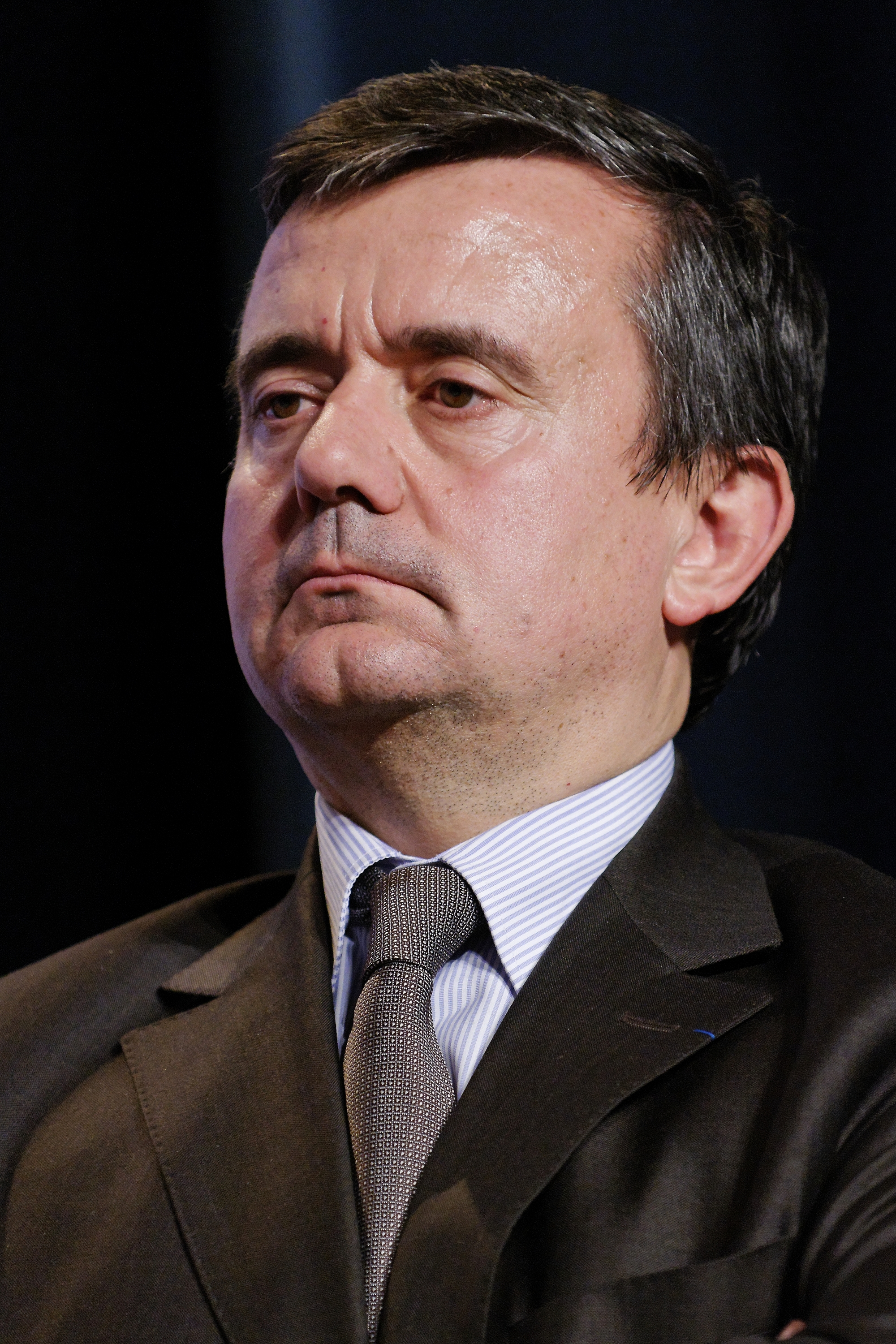
Yves Jégo
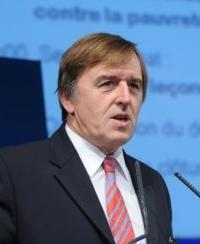
Yvan Lachaud
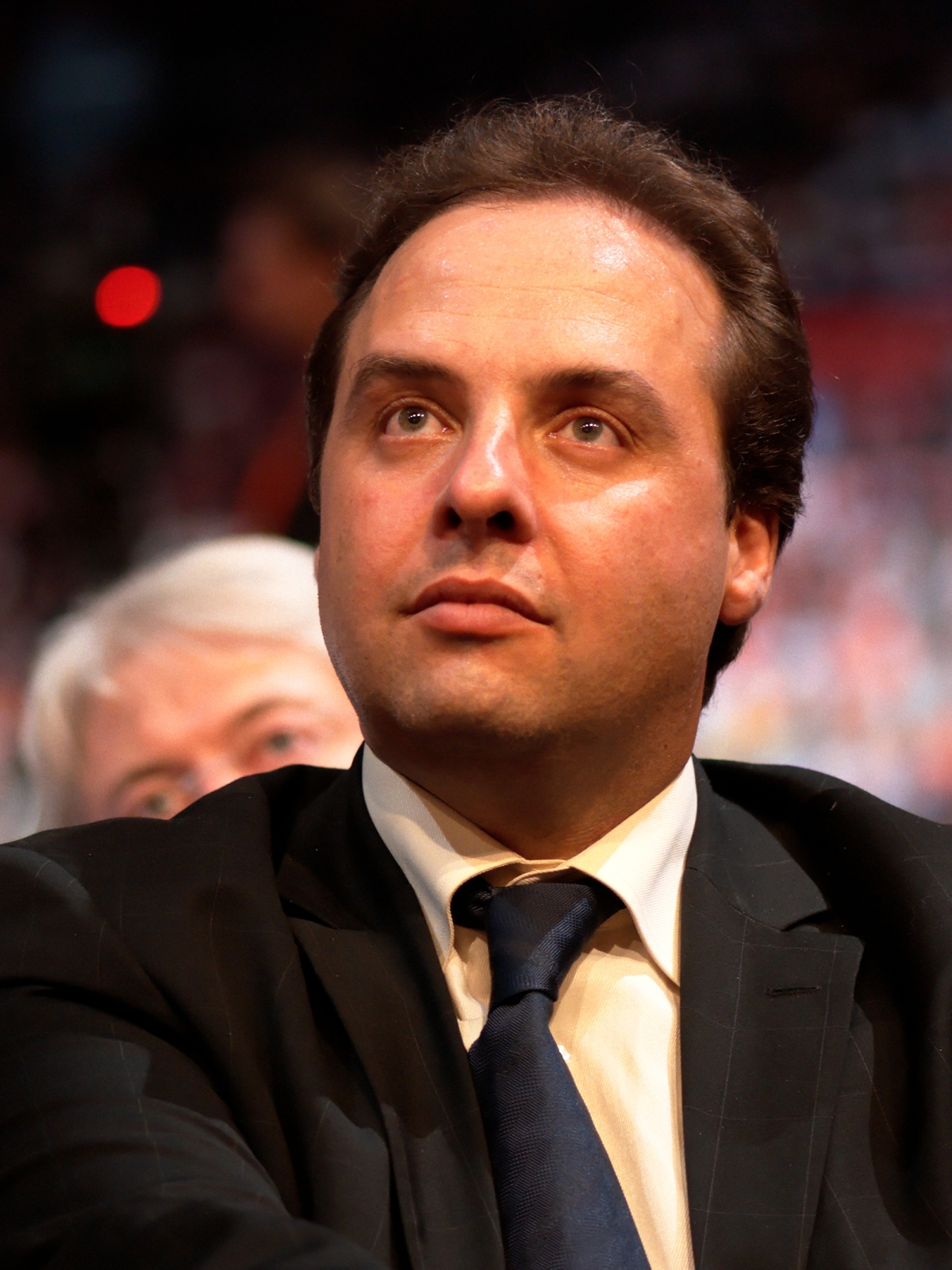
Jean-Christophe Lagarde
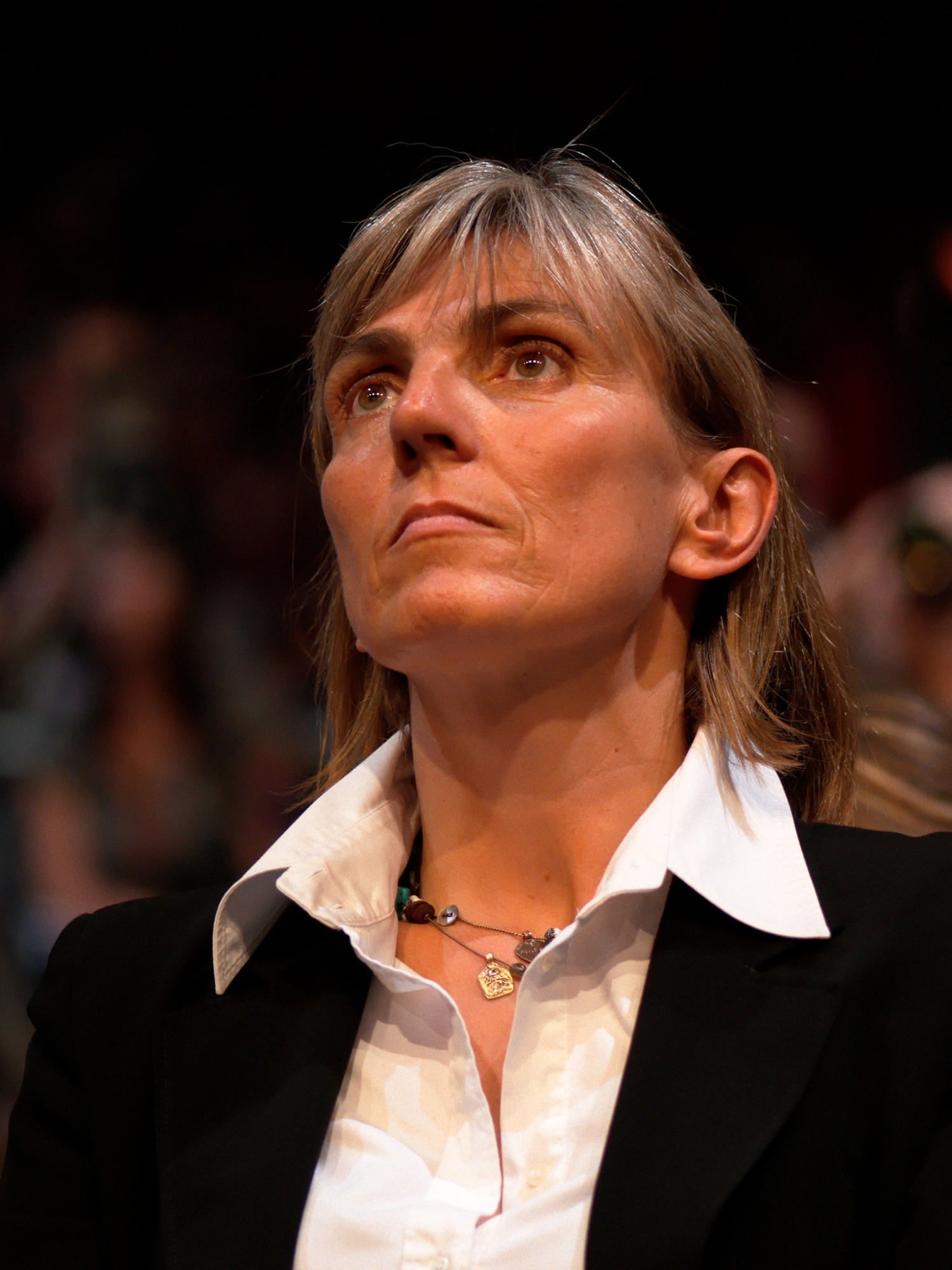
Valérie Létard
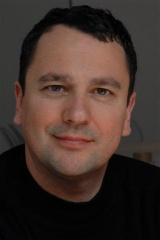
Franck Reynier
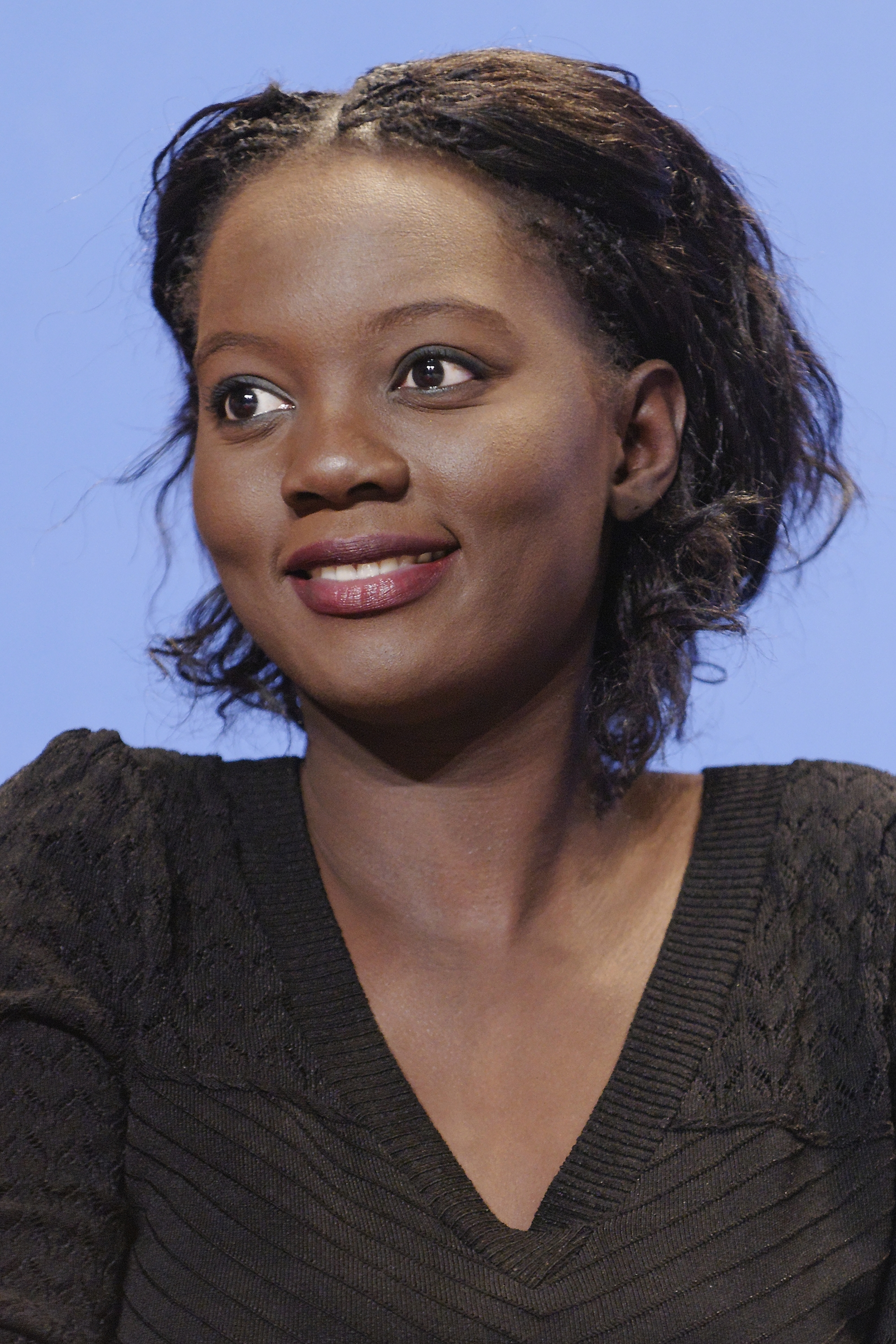
Rama Yade

## Positionnement politique

### Une nouvelle UDF?
L'Alliance rappelle, par sa structure politique (confédération) et par l'histoire des partis qui en sont fondateurs, l'ancienne Union pour la démocratie française qui confédérait de 1978 à 1998 (année où elle est devenue un parti unitaire) la plupart des forces politiques française centristes et libérales. Cependant l'UDF lors de son dernier congrès a très largement décidé de sa transformation en Mouvement démocrate, nettement en dehors de la majorité présidentielle. Le Parti radical était fondateur de cette UDF et ne la quitta qu'en 2002 pour rejoindre l'UMP. Le Nouveau Centre est quant à lui composé très majoritairement d'élus et de militants issus de l'UDF qu'ils ont quitté en 2007 au moment de la création du MoDem. La Convention démocrate est quant à elle la continuation du Parti populaire pour la démocratie française, membre de l'UDF jusqu'à l'adhésion d'Hervé de Charette à l'UMP en 2002. L'Alliance centriste est elle majoritairement issue du Mouvement démocrate (MoDem). Son président, Jean Arthuis, est encore à ce jour membre de la direction nationale de l'UDF, mise en place en 2007 pour gérer ses intérêts moraux et financiers à la suite de son intégration au MoDem. Seule La Gauche moderne, principalement issue de l'aile droite du Parti socialiste, n'a pas participé à l'UDF. Mais l'évolution de ses membres rappelle également celle de ceux du PSD qui quitta en 1973 le PS pour rejoindre en 1978 l'UDF, en refusant le Programme commun.

### «Républicaine, écologiste et sociale»
Bien qu'elle soit souvent dénommée « Confédération des centres » dans sa phase d'élaboration, L'Alliance ne semble pas directement se revendiquer comme centriste et préfère mettre en avant trois qualificatifs qui la distinguent des valeurs traditionnellement associées à la droite française. Tant l'écologie politique, que les valeurs républicaines ou la prise en compte de la dimension sociale, sont en effet des notions politiques nées à la gauche de l'échiquier politique.

### Charte des valeurs
Lors de sa création, L'Alliance s'est dotée d'une charte, qui « entend réaffirmer les valeurs et les principes qui fondent l’action politique et les propositions de L’Alliance ». Cette charte prône l'humanisme, la liberté individuelle, une société juste et solidaire, l'Europe fédérale, des conditions de travail et de retraite dignes, l'équité salariale, l'économie de marché, l'égalité des chances, le refus de l'assistanat, la République, et l'éthique.